# Primula scotica
Primula scotica is een plant uit de sleutelbloemfamilie (Primulaceae).
De soort is nauw verwant aan Primula scandinavica.
De plant lijkt op Primula farinosa, maar heeft geen getande bladeren. De bladeren zijn het breedst in het midden. De violette bloemen hebben een geel 'oog', en een korte steel. Ze zijn 5-8 mm breed. De bloeitijd valt hoofdzakelijk in de maanden mei en juni, al kan men de soort soms ook in de periode juli tot september bloeiend aantreffen.
De plant komt van nature alleen voor in het noorden van Schotland in weiden en in de duinen langs de noordkust.
... · P. auricula (Aurikel) · 
P. beesiana · 
P. bulleyana · 
P. clusiana · 
P. denticulata ·  
P. elatior (Slanke sleutelbloem) · 
P. farinosa · 
P. florindae · 
P. glutinosa (Kleverige sleutelbloem) · 
P. hirsuta · 
P. japonica · 
P. minima (Dwergsleutelbloem) · 
P. nutans · 
P. rosea · 
P. scandinavica · 
P. scotica · 
P. sieboldii · 
P. stricta · 
P. veris (Gulden sleutelbloem) · 
P. vulgaris (Stengelloze sleutelbloem) · ...